# Parafia św. Rocha w Boryni
Parafia św. Rocha w Boryni – rzymskokatolicka parafia znajdująca się w archidiecezji lwowskiej w dekanacie Sambor, na Ukrainie.
Przy parafii nie rezyduje obecnie żaden duchowny. Obsługiwana jest ona przez księdza z parafii Wniebowzięcia NMP w Turce.

## Historia
Wieś należała wcześniej do parafii w Turce. Kościół rzymskokatolicki w Boryni poświęcono w 1879. Wybudowano go ze składek społeczeństwa, w tym cesarza austriackiego Franciszka Józefa I, który przekazał na ten cel 300 złr. Taką samą kwotą wsparł budowę Wydział Krajowy. Parafię erygowano w 1939.
Przed II wojną światową parafia znajdowała się w dekanacie Sambor diecezji przemyskiej. Po niepowodzeniu kampanii wrześniowej proboszcz Boryni ks. Bronisław Bieszczad, jako kapelan pomocniczy kompanii KOP Sianki, przekroczył z wojskiem granicę z Węgrami. W 1939 żołnierze sowieccy zdewastowali należącą do boryńskiej parafii kaplicę w Siankach oraz sprofanowali pochowane w niej zwłoki.
Po II wojnie światowej Borynia znalazła się w granicach ZSRS. Komunistyczne władze urządziły w kościele magazyn kołchozowy, a w 1965 budynek został zniszczony. Po upadku ZSRS miejscowi katolicy wznieśli drewnianą kaplicę. W latach 2006–2013 zbudowano murowany kościół na fundamentach poprzedniej świątyni. 17 sierpnia 2013 konsekrował go arcybiskup lwowski Mieczysław Mokrzycki.